# مدافع (كرة القدم)
في رياضة كرة القدم، المدافع (بالإنجليزية: Defender)،. هو لاعب ميداني تتمثل مهمته الأساسية في إيقاف الهجمات أثناء المباراة ومنع الفريق الخصم من تسجيل الأهداف.
يندرج المدافعون تحت أربعة أنواع رئيسية:
- قلب الدفاع (Centre-back)
- الظهير (Full-back)
- الليبرو أو الماسح (Sweeper)
- الظهير الجناح (Wing-back)

وتُعد مراكز قلب الدفاع والظهير الأكثر شيوعًا في التشكيلات الحديثة. أما مركزي الليبرو والظهير الجناح، فهما دورين أكثر تخصصًا وغالبًا ما يُستخدمان في تشكيلات معينة وفقًا لأسلوب اللعب وتكتيكات المدرب.

## قلب الدفاع

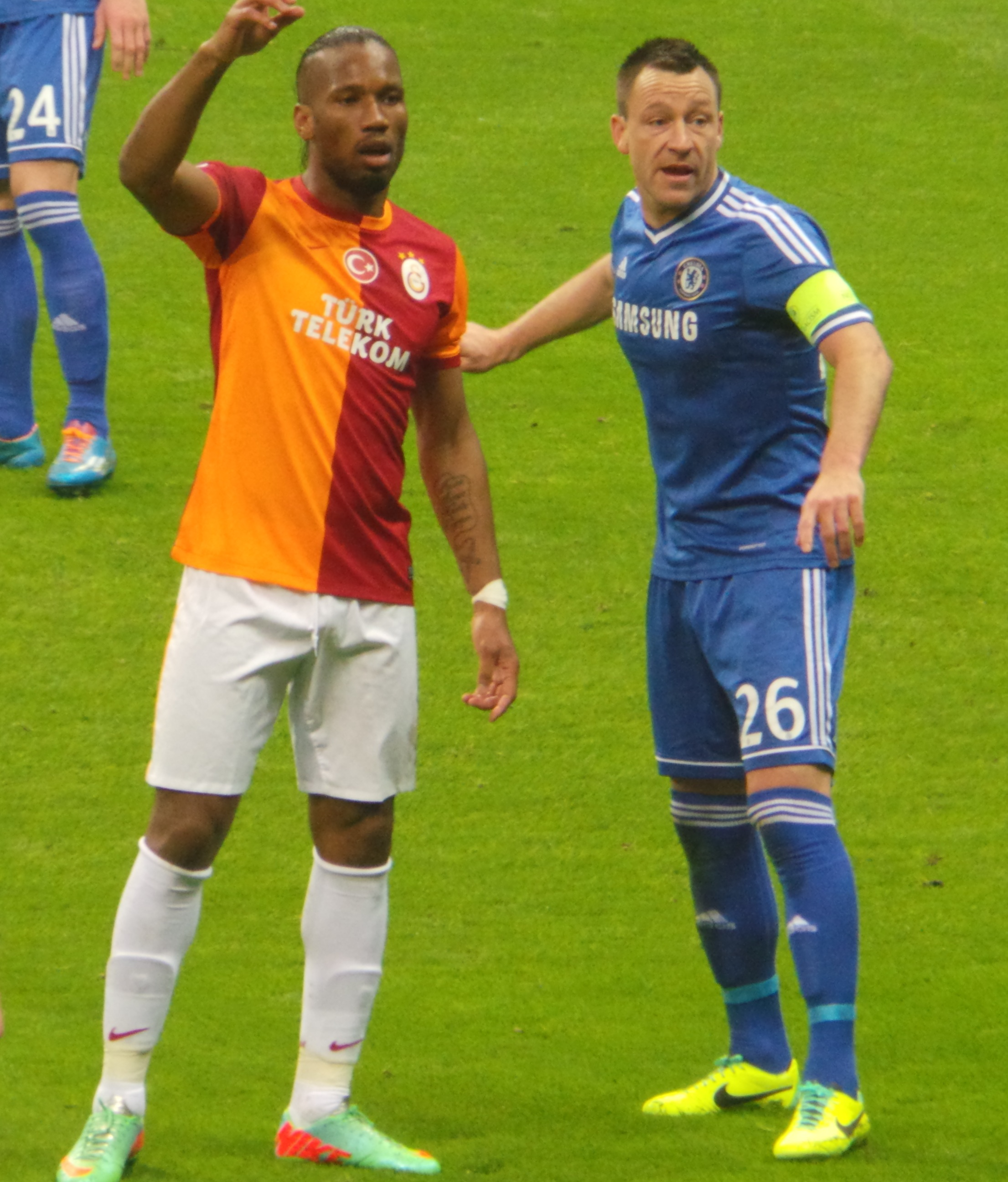
جون تيري لاعب دفاع الوسط يحاول ابعاد منافسه دروغبا أثناء المباراة.

قلب الدفاع (بالإنجليزية: Centre-back) هو لاعب يدافع في المنطقة مباشرة أمام المرمى ويحاول منع اللاعبين المنافسين، لا سيما المهاجمين، من التهديف. يتم ذلك عن طريق صد التسديدات، والتدخل، واعتراض التمريرات، واعتراض الرأسيات، والهجوم إلى الأمام لثني الفريق المنافس عن التمرير لهم.
عندما تكون معه الكره، من المتوقع عمومًا أن يقوم قلب الدفاع بتمريرات طويلة ودقيقة إلى زملائه في الفريق، أو ركل الكرات الطويلة دون عوائق في الملعب. على سبيل المثال، التشتيت عبارة عن ركلة طويلة بدون هدف تهدف إلى تحريك الكرة قدر الإمكان بعيدًا عن مرمى المدافع. نظرًا للعديد من المهارات التي يجب أن يمتلكها دفاعي الوسط في اللعبة الحديثة، كان هناك العديد من شراكات الدفاع المعاصرة الناجحة بهدف إقران مدافع بدني بشكل أكبر مع مدافع يكون أسرع وأكثر راحة في الاستحواذ وقادرًا على لعب الكرة من الظهر ومن الأمثلة على هذه الشراكات ديفيد لويز وغاري كاهيل وجون تيري وريكاردو كارفالو مع تشيلسي وسيرجيو راموس ورافائيل فاران أو بيبي مع ريال مدريد ونيمانيا فيديتش وريو فرديناند مع مانشستر يونايتد، أو جورجيو كيليني وليوناردو بونوتشي وأندريا بارزالي ومهدي بن عطية مع يوفنتوس.
أثناء اللعب العادي، من غير المرجح أن يسجل قلب الدفاع الأهداف. ومع ذلك، عندما يقوم فريقهم بتنفيذ ركلة ركنية أو مجموعة أخرى من الكرات الثابتة، فقد يتقدم قلب الدفاع إلى منطقة جزاء الخصم؛ إذا تم تمرير الكرة في الهواء نحو كتلة من اللاعبين بالقرب من المرمى، فإن القدرة الرأسية لقلب الدفاع تكون مفيدة عند محاولة التسجيل. في هذه الحالة، سينتقل المدافعون الآخرون أو لاعبو الوسط مؤقتًا إلى مراكز قلب الدفاع.
اشتهر بعض لاعبي الوسط أيضًا بركلاتهم الحرة المباشرة والتسديدات القوية من مسافة بعيدة. اشتهر المدافعون البرازيليون ديفيد لويز، وأليكس، ونالدو باستخدام طريقة الركلة الحرة الصاروخية، والتي تعتمد على القوة أكثر من التسكين.
في اللعبة الحديثة، تستخدم معظم الفرق مدافعين أو ثلاثة أمام حارس المرمى. التشكيلات 4–2–3–1 و4–3–3 و4–4–2 كلها تستخدم لاعبي قلب دفاع.

## القشاش
القشاش (بالإنجليزية: Sweeper) أو الليبرو (بالإيطالية: libero) هو قلب دفاع أكثر تنوعًا «يشتت» الكرة إذا تمكن الخصم من اختراق خط الدفاع. هذا المركز أكثر مرونة من مراكز المدافعين الآخرين الذين يلتزمون بمراقبة خصومهم. لهذا السبب، يشار إليه أحيانًا باسم ليبرو، وهي كلمة إيطالية معناها «حر».
يُعتقد أن المدرب النمساوي كارل رابان كان رائدًا في هذا المركز، عندما أدرجه في تشكيل كاتيناتشو الخاص به مع نادي سيرفيت السويسري خلال الثلاثينيات، حيث قرر نقل لاعب واحد من خط الوسط إلى موقع خلف خط الدفاع، باعتباره «الرجل الأخير» الذي يحمي الخط الخلفي ويبدأ الهجمات مرة أخرى. بصفته مدربًا لسويسرا في الثلاثينيات والأربعينيات من القرن الماضي، لعب رابان بلاعب ليبرو تم وضعه أمام حارس المرمى مباشرةً.
خلال الفترة التي قضاها مع نادي كريليا سوفيتوف سامارا السوفيتي في الأربعينيات من القرن الماضي، استخدم الكسندر كوزميتش أبراموف أيضًا لاعبًا ذو مهام تشبه الليبرو في تكتيكه الدفاعي المعروف باسم «مقطع فولجا». لم يكن نظامه مرنًا، ولكنه تميز أيضًا بأحد لاعبي الوسط الذي يتراجع للعمق؛ هذا سمح لقلب الوسط الدفاعي بالانتقال خلف الظهيرين.
في إيطاليا، تم نشر مركز الليبيرو من خلال استخدام نيريو روكو وهيلينيو هيريرا لتشكيل لكاتيناتشيو. المصطلح الإيطالي الذي يُعتقد أن جياني بريرا قد ضاغة، نشأ من الوصف الإيطالي الأصلي لهذا الدور Libero da impegni di marcatura (أي «خالٍ من مهام المراقبة»)؛ كان يُعرف أيضًا باسم battitore libero («الضارب الحر»، أي اللاعب الذي تم منحه حرية التدخل بعد زملائه في الفريق، إذا تجاوز اللاعب الدفاع، يشتت الكرة بعيدًا). في كرة القدم الإيطالية، كان يتم تخصيص القميص رقم ستة للاعبي الليبيرو.
في إيطاليا، استخدم فيليتشي بوريل، مدرب يوفنتوس، كارلو بارولا لاعب الوسط المدافع، كلاعب يتراجع إلى الدفاع ليراقب المهاجمين المنافسين، ولكن أيضًا يبدأ الهجمات بعد استعادة الكرة، مما أدى إلى تطوير هذا المركز. في الواقع، فإن إستراتيجية الكاتيناتشيو التي اتبعها هيريرا مع فريق إنتر جعلته يسحب لاعبًا من خط وسط فريقه وبدلاً من ذلك يضعهم في مركز الظهير في الدفاع.
يمتلك الليبرو الحديث الصفات الدفاعية لليبيرو النموذجي بالإضافة إلى كونه قادرًا على كشف الخصم أثناء الهجمات المرتدة عن طريق حمل الكرة أو لعبها من الخلف. يتقدم بعض لاعبي الليبرو إلى خط الوسط ويوزعون الكرة للامام، بينما يعترض الآخرون التمريرات ويستخلصون الكرة من الخصم دون الحاجة إلى التدخل. إذا تحرك الليبرو إلى الامام في الملعب لتوزيع الكرة، فسوف يحتاج إلى العودة السريعة إلى مركزه. في كرة القدم الحديثة، قل استخدامه إلى حد ما، مع استخدام عدد قليل من الأندية في أكبر الدوريات هذا المركز.
تشمل الاستخدامات الحديثة والناجحة لليبرو من قبل أوتو ريهاغل، مدرب اليونان، خلال كأس الأمم الأوروبية 2004. استخدم ريهاغل ترايانوس ديلاس ليكون ليبرو اليونان لتحقيق البطولة، حيث أصبحت اليونان بطلة أوروبا. بالنسبة لباير ليفركوزن وبايرن ميونيخ وإنتر ميلان، لعب البرازيلي الدولي لوسيو ليبرو أيضاً، لكنه أيضًا لم يكن خائفًا من قطع مسافات طويلة بالكرة، وغالبًا ما إنتهي به الأمر في الثلث الأخير من ملعب الخصم.
من أشهر اللاعين الذين لعبوا في هذا المركز فرانز بيكنباور، وبعد ذلك غايتانو شيريا ومورتن أولسن وإلياس فيغيروا، على الرغم من أنهم لم يكونوا أول من لعب في هذا المركز. اشتهر جورجيو ماستروباسكوا بإحداث ثورة في دور الليبيرو في إيطاليا خلال السبعينيات. تحت قيادة كورادو فيسياني، مدربه في تيرنانا، نظرًا لخصائصه الفنية الفريدة، وهي كونه لاعب لم يكن مكلفًا فقط بالدفاع عن الخط الخلفي وحمايته، ولكن كان مكلفاً أيضًا التقدم إلى خط الوسط والبدء باللعب الهجومي بعد استعادة الكرة. من بين المدافعين الآخرين الذين لعبوا في مركز الليبرو بوبي مور، وفرانكو باريزي، ورونالد كومان، وفرناندو هييرو وماتياس زامر، بسبب مهاراتهم الكروية، ورؤيتهم، وقدرتهم على التمرير الطويل.

## الظهير

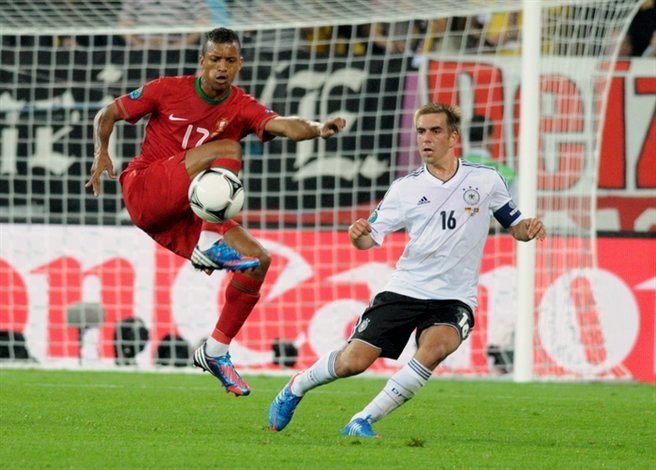
الظهير فيليب لام يراقب الجناح ناني.

الظهير (بالإنجليزية: Full-back) يغطي مساحة واسعة ويظل تقليديًا في الدفاع في جميع الأوقات. يوجد ظهير واحد على كل جانب من الملعب باستثناء الدفاعات التي تضم أقل من أربعة لاعبين، حيث قد لا يكون ظهير وبدلاً من ذلك لا يوجد سوى قلب دفاع.
في العقود الأولى من كرة القدم باستخدام تشكيل 2–3–5، كان الظهيران في الأساس قلبي دفاع من حيث أنهما كانا آخر خط دفاع وعادةً ما يغطيان المهاجمين المنافسين في منتصف الملعب.
تشكيل 3-2-5 يضم مدافع ثالث، مما تسبب في احتلال الظهيرين الأيمن والأيسر لمساحات أوسع. في وقت لاحق، أدى اعتماد تشكيل 4–2–4 مع قلب دفاع آخر إلى قيام الظهيرين باللعب علي نطاق واسع وبشكل أكبر لمواجهة الجناحين المنافسين وتوفير الدعم للأجنحة، وأصبح المركز يتطلب بشكل أكبر للاعبين ديناميكيين يمكنهم أداء هذا الدور على عكس قلوب الدفاع الذين يظلون في اماكنهم إلى حد ما ويعتمدون بشكل عام على القوة والطول.
في اللعبة الحديثة، يلعب الظهير دورًا هجوميًا أكثر مما كان عليه الحال في السابق، وغالبًا ما يتداخلون مع الأجنحة. تتطلب التشكيلات الخالية من الأجنحة، مثل تشكيل 4-4-2 الماسي، من الظهير تغطية مساحة كبيرة أعلى وأسفل جوانب الملعب. تتضمن بعض مسؤوليات الظهير الحديث ما يلي:
- توفير عائق جسدي للاعبي الخصم المهاجمين. قد يناورون بطريقة تجعل الخصم يتدخل في اتجاه قلب الدفاع أو لاعب الوسط الدفاعي بقدمهم الأضعف، حيث من المحتمل أن يتم طردهم. خلاف ذلك، فإن المناورات والتمركز الذكي قد يثبّت ببساطة الجناح في منطقة يكون فيها أقل عرضة للتأثير.
- الركض بدون كرة في المساحات الفارغة وتقديم التمريرات العرضية إلى منطقة جزاء المنافس.
- غالبًا ما يلعب الظهير رمية التماس.
- مراقبة الأجنحة واللاعبين المهاجمين الآخرين. لا يلتزم الظهير عمومًا بالمراقبة في نصف ملعب الخصم. ومع ذلك، فإنهم يهدفون إلى طرد اللاعبين المهاجمين الذين يهددون بالفعل خط الدفاع من خلال التدخلات الجانبية. ومع ذلك، يجب أن يتجنب المراقبون التقيد بالخصوم أو المخاطرة بتعطيل التنظيم الدفاعي.[35]
- الحفاظ على الانضباط التكتيكي من خلال ضمان عدم تجاوز زملائه الآخرين للخط الدفاعي.
- توفير خيار التمرير إلى الجناح؛ على سبيل المثال، من خلال خلق فرص لتسلسل مثل حركات تمريرة وان-تو.
- في التشكيلات الخالية من الأجنحة، يحتاج الظهير إلى تغطية أدوار كل من الأجنحة والظهير، على الرغم من إمكانية المياندة الدفاعية من قبل أحد لاعبي خط الوسط.

## الجناح الخلفي

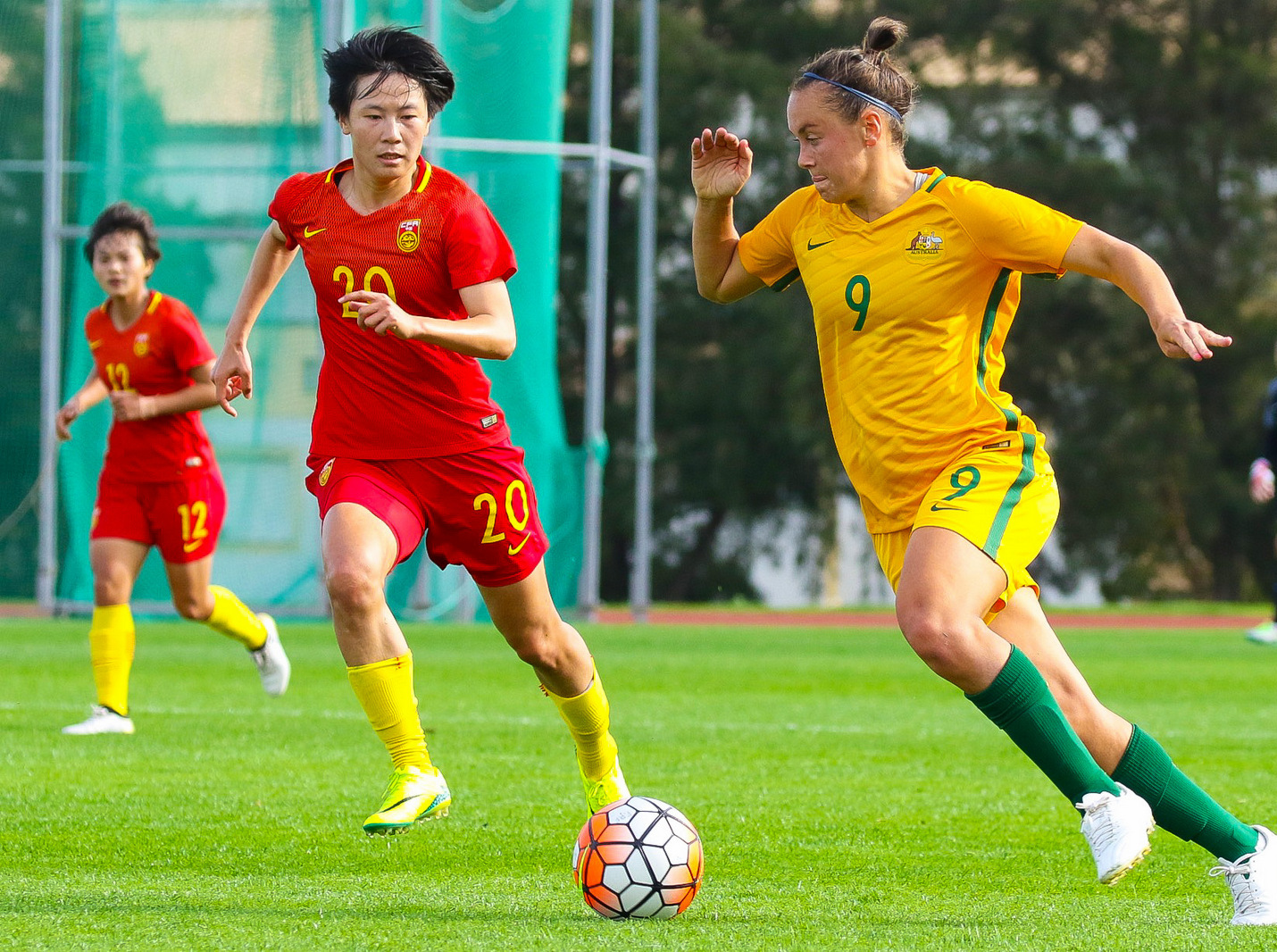
الجناح الخلفي كيتلين فورورد (يمينًا، مرتدية رقم 9) في مباراة مع أستراليا ضد الصين في 2017

الجناح الخلفي (بالإنجليزية: Wing-back) هو شكل مختلف عن الظهير، لكن مع مهام هجومية بشكل أكبر. عادةً ما يتم استخدام الأجنحة في تشكيل يضم 3 لاعبي قلب دفاع، ويتم تصنيفهم أحيانًا على أنهم لاعبو خط وسط بدلاً من مدافعين. ومع ذلك، يمكن استخدامه في تشكيلات مع لاعبي قلب دفاع فقط، كما هو الحال في خطة يورغن كلوب 4-3-3 التي يستخدمها في ليفربول، حيث يلعب الجناح الخلفي بشكل متقدم في الملعب للتعويض عن النقص في العرض في الهجوم. في تطور اللعبة الحديثة، يمثل الجناح الخلفي مزيجًا من الجناح والظهير. على هذا النحو، فإن هذا المركز هو أحد أكثر المراكز التي تتطلب جهداً بدنياً في كرة القدم الحديثة. الاستخدام الناجح للظهير هو أحد المتطلبات الأساسية للتشكيلات 3-4-3 و3-5-2 و5-3-2 لتعمل بشكل فعال. غالبًا ما يكون الجناح الخلفي أكثر ميلًا إلى التقدم عن المدافعين ومن المتوقع أن يقدموا عرضيات، خاصة في الفرق التي لا تضم أجنحة. يجب أن يتمتع الجناح الخلفي بقدرة استثنائية على التحمل، وأن يكون قادرًا على توفير تمريرات عرضية في المقدمة والدفاع بشكل فعال ضد هجمات الخصوم على الأجنحة. لاعب خط وسط الدفاع يمكنه تغطية تقدم الجناح الخلفي. كما يمكن أن يلعب هذا المركز الأجنحة ولاعبي الوسط في تشكيل ثلاثي قلب دفاع، كما يفعل أنطونيو كونتي مدرب تشيلسي السابق وإنتر ميلان السابق.
من الأمثلة على اللاعبين الذين استطاعوا اللعب في مركز الجناح الخلفي في فريق ميلان كافو وسيرجينيو، لاعب برشلونة داني ألفيس، روبرتو كارلوس في ريال مدريد، مدافع ريفر بليت السابق خوان بابلو سورين، الفائز بكأس العالم الألماني أندرياس بريمه، أسطورة بارما أنطونيو بيناريفو وأنجيلو دي ليفيو لاعب يوفنتوس وإيطاليا ونجم كورينثيانز وأرسنال وبرشلونة السابق سيلفينيو.